# شانون شکسپیر
شانون شکسپیر (به انگلیسی: Shannon Shakespeare) (زادهٔ ۶ مهٔ ۱۹۷۷) شناگر اهل کانادا است.